# Lissapterus obesus
Lissapterus obesus is een keversoort uit de familie vliegende herten (Lucanidae). De wetenschappelijke naam van de soort is voor het eerst geldig gepubliceerd in 1986 door Bomans.